# Oskar Schlemmer

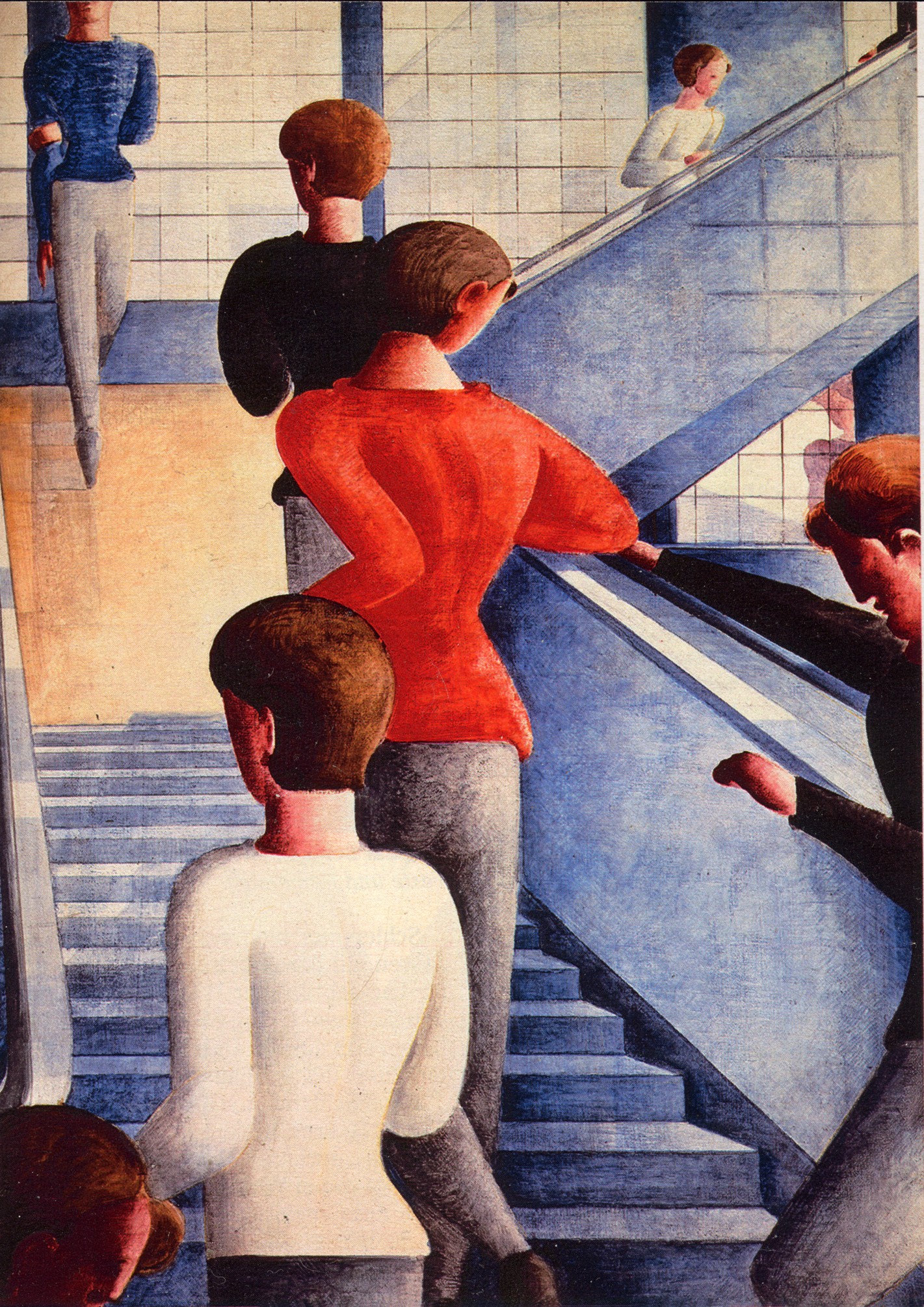
Bauhaustreppe

Oskar Schlemmer (Stuttgart, 4 september 1888 - Baden-Baden, 13 april 1943) was een Duitse kunstenaar.
Van 1906 tot 1910 studeerde Schlemmer aan de Kunstakademie in Stuttgart, onder andere onder Adolf Hölzel. In het voorjaar van 1911 maakte hij samen met Otto Meyer-Amden een wandschildering in de kapel te Stuttgart. In de herfst van 1911 vestigde Schlemmer zich voor een jaar in Berlijn. Daar ontmoette hij de schilders van de groep Der Sturm. Onder invloed van de schilders André Derain en Picasso schilderde Schlemmer zijn eerste kubistische werken.
In de Eerste Wereldoorlog was hij soldaat aan het westelijk front. Na terugkeer zette hij de kunstenaarsgroep Uecht op. In 1920 zette hij het Triadische Ballet op en liet dat onder meer opvoeren in het Bauhaus, waar hij in 1920 was komen werken. Ook was hij leraar schilderkunst in Dessau. Het Bauhaus vond dat theater een politieke lading moest hebben, Schlemmer was het hier niet mee eens en verliet in 1929 het Bauhaus. In Parijs werkte hij in 1930 delen van zijn triadische ballet verder uit. Door de opkomst van het nationaalsocialisme werd in 1933 een tentoonstelling van schilderijen van hem verboden. In 1937 werden verschillende werken van hem als Entartete Kunst tentoongesteld.
- Bibsys: 90149356
- Biblioteca Nacional de España: XX930334
- Bibliothèque nationale de France: cb122824241 (data)
- Catàleg d'autoritats de noms i títols de Catalunya: 981058608540606706
- CiNii: DA02541169
- Gemeinsame Normdatei: 118608088
- International Standard Name Identifier: 0000 0001 1037 7598
- KulturNav: 448eb545-2a71-408e-ae72-a5ac29d87420
- Library of Congress Control Number: n50002710
- Nationale Bibliotheek van Letland: 000191858
- Bibliotheek van het Japanse parlement: 00474574
- National Gallery of Victoria: 3917
- Nationale Bibliotheek van Tsjechië: jn20010525368
- Nationale bibliotheek van Australië: 35480632
- Nationale Bibliotheek van Israël: 987007462812305171
- Nationale en Universitaire bibliotheek Zagreb: 000198430
- Nederlandse Thesaurus van Auteursnamen: 068447027
- PIC: 281375
- Réseau des bibliothèques de Suisse occidentale: 02-A003798056
- RKD-Nederlands Instituut voor Kunstgeschiedenis: 70607
- Istituto Centrale per il Catalogo Unico: RAVV026718
- SNAC: w6vd70w1
- Système universitaire de documentation: 027626881
- Museum of New Zealand Te Papa Tongarewa: 39277
- Trove: 968343
- Union List of Artist Names: 500010968
- Virtual International Authority File: 9910342
- WorldCat: E39PBJrWx4p93MYjTjgFVDCJDq